# Carl Oglesby

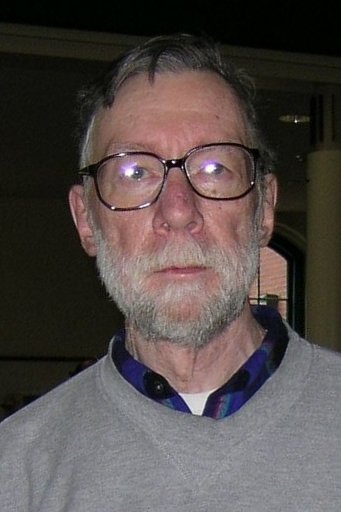
Carl Oglesby (2006)

Carl Preston Oglesby Jr. (* 30. Juli 1935 in Akron, Ohio; † 13. September 2011 in Montclair, New Jersey) war ein US-amerikanischer politischer Aktivist und Autor. Von 1965 bis 1966 war er Präsident der linken Studentenorganisation Students for a Democratic Society (SDS). Er forschte auch zum Attentat auf John F. Kennedy und veröffentlichte mehrere Bücher zum Thema.

## Laufbahn
Oglesby wurde 1935 in der Industriestadt Akron im Rust Belt geboten. Seine Eltern waren Immigranten aus den Südstaaten und sein Vater arbeitete in einem Firestone-Reifenwerk. Carl machte seinen Abschluss an der Revere High School in einem Vorort von Akron. Anschließend schrieb er sich an der Kent State University ein. Dort lernte er Beth Rimanoczy, eine Studentin im Fachbereich Englisch, kennen und heiratete sie. Sie bekamen drei Kinder (Aron, Shay und Caleb). Nach drei Jahren an der Kent State brach Oglesby sein Studium ab und zog in das Bohème-Viertel Greenwich Village, um eine New Yorker Bühnenkarriere als Schauspieler und Dramatiker zu verfolgen. Nach einem erfolglosen Jahr in New York kehrte er nach Akron zurück und wurde Lektor bei Goodyear. Nebenbei schrieb er Theaterstücke und einen unvollendeten Roman.
1958 zogen Oglesby und seine junge Familie nach Ann Arbor, nachdem er eine Stelle als technischer Redakteur bei der Bendix Corporation, einem Rüstungsunternehmen, erhalten hatte. Er stieg zum Leiter der Abteilung für technische Schriften bei Bendix auf, während er sich gleichzeitig als Teilzeitstudent an der University of Michigan (wo er Freundschaften zu Donald Hall und Frithjof Bergmann pflegte) einschrieb und 1962 sein Studium abschloss. Er kam 1964 in Kontakt mit der SDS, nachdem er einen Artikel in einem Studentenmagazin gelesen hatte, welche die US-Außenpolitik in Asien kritisierte. Ein Jahr später gab er seine Stelle bei Bendix auf, um als Aktivist für die SDS zu arbeiten. Er beteiligte sich an Protesten gegen den Vietnamkrieg und am 17. April 1965 nahm er mit seiner Frau an dem ersten vom SDS gesponserten Marsch auf Washington gegen den Krieg teil, an dem etwa 25.000 Demonstranten teilnahmen.
Als Präsident der SDS verfügte er über eine eigenständige Perspektive und war von dem Libertarismus von Murray Rothbard beeinflusst und lehnte den Sozialismus ab. Er forderte eine Allianz rechtsgerichteter Isolationisten mit der Neuen Linke gegen die imperialistische US-Außenpolitik und die staatliche Bürokratie, wobei er versuchte beide Kräfte miteinander zu verbinden. 1968 wurde er vom Black-Panther-Führer Eldridge Cleaver gebeten, als sein Kandidat für die Peace and Freedom Party bei den US-Präsidentschaftswahlen in diesem Jahr anzutreten, was Oglesby allerdings ablehnte. Im folgenden Jahr wurde Oglesby aus dem SDS gedrängt, als die linken Mitglieder der Organisation ihm vorwarfen, „in einem frühen, bürgerlichen Stadium gefangen zu sein“ und nicht zu einer „marxistisch-leninistischen Perspektive“ vorzudringen.
Nach seinem Austritt aus dem SDS wurde Oglesby Musiker, Schriftsteller und Forscher. Sein selbstbetiteltes Folk-Rock-Album wurde 1969 von Vanguard Records veröffentlicht. Im Jahr 1970 war er einer der Hauptredner auf dem von der California Libertarian Alliance organisierten „Left/Right Festival of Liberation“. Dieser Versuch, eine Brücke zwischen beiden politischen Richtungen zu bauen, war charakteristisch für Oglesby, der 1967 geschrieben hatte: „In einem starken Sinne sind die Alte Rechte und die Neue Linke moralisch und politisch verbunden.“ Um seinen Lebensunterhalt zu bestreiten, lehrte Oglesby als Dozent Politikwissenschaft am Dartmouth College und dem Massachusetts Institute of Technology. Oglesby wird zugeschrieben, den Begriff „Globaler Süden“ geprägt zu haben, den er erstmals 1969 in einem Artikel verwendete.
1973 lebte er in Cambridge, Massachusetts, und half bei der Gründung des Assassination Information Bureau (AIB), das er auch mit leitete. Dem AIB wird es zugeschrieben, Druck auf den US-Kongress ausgeübt zu haben, damit dieser die Attentate auf John F. Kennedy und Martin Luther King Jr. erneut untersuchte. Diese Forderungen führten schließlich zur Einsetzung des United States House Select Committee on Assassinations im September 1976, um die Attentate auf King und JFK neu zu untersuchen. Er hatte immer wieder Auftritte in den Medien. Am 19. November 1991 erschien er in der Ron Reagan Show zusammen mit anderen Forschern zum JFK-Attentat. Oglesby starb schließlich 2011 an Lungenkrebs in seinem Haus in New Jersey.

## Forschung zum Attentat auf JFK
Oglesby schrieb mehrere Bücher über das Attentat auf John F. Kennedy und die verschiedenen konkurrierenden Theorien, die es zu erklären versuchten. Im ersten dieser Bücher, The Yankee and Cowboy War (1976), schlug er einen neuen analytischen Rahmen für das Verständnis der jüngsten US-Geschichte vor. Demzufolge kam es während des Kalten Krieges zu einer Spaltung innerhalb der USA-Elite zwischen den sogenannten „Yankees“ und den „Cowboys“. Die Yankees bildeten die alte Ostküsten-Elite, waren meistens Bänker und wurden durch Personen wie Nelson Rockefeller, Henry Cabot Lodge junior, W. Averell Harriman und die Kennedys vertreten. Die Cowboys stammten dagegen aus dem aufstrebenden Südwesten und waren in der Luftfahrt oder der Ölindustrie reich geworden. Diese „rechte“ Fraktion wurde durch H. L. Hunt, Clint Murchison, Howard Hughes, George H. W. Bush, Lyndon Johnson, Barry Goldwater und Richard Nixon repräsentiert. In diesem Rahmen war die Ermordung von JFK eine Machtdemonstration der Cowboys, die eine rasche Eskalation des amerikanischen Engagements in Vietnam anstrebten. In der Zusammenfassung des Buches schildert Kirkus Reviews, dass Oglesby glaubt, dass JFK von „einer rechten Verschwörung, bestehend aus exilkubanischen Castro-Gegnern, dem organisierten Verbrechen und einer Cowboy-Oligarchie, unterstützt von abtrünnigen CIA- und FBI-Agenten“, getötet wurde. Oglesby bezeichnete dies als seine "Big-Bang-Theory" der amerikanischen Geschichte.
In den 1970er und 80er Jahren freundete sich Oglesby mit dem Bezirksstaatsanwalt von New Orleans, Jim Garrison, an und verfasste das Nachwort „Is the Mafia Theory a Valid Alternative?“ zu Garrisons 1988 erschienenem Buch On the Trail of the Assassins. Als Journalist berichtete Oglesby über die Dreharbeiten zu Oliver Stones Film JFK.

## Werke
- Containment and Change: Two Dissenting Views of American Foreign Policy, with Richard Shaull. Introduction by Leon Howell. New York: Macmillan (1967). OCLC 5432663. Enthält Oglesby's „Vietnamese Crucible: An Essay on the Meanings of the Cold War,“ S. 3–176.
- The New Left Reader. New York: Grove Press (1969). ISBN 978-8345615363. Herausgegeben von Oglesby, der auch einen Aufsatz mit dem Titel „The Idea of the New Left“ beisteuerte.
- The Yankee and Cowboy War: Conspiracies from Dallas to Watergate. Berkley Publishing Corporation (1976). ISBN 0836206800.
- Who Killed JFK? Berkeley, Calif: Odonian Press (1991). ISBN 978-1878825100.
- The JFK Assassination: The Facts and the Theories. Signet (1992). ISBN 0-451-1747-63.
- Ravens in the Storm: A Personal History of the 1960s Antiwar Movement. New York: Scribner (2008). ISBN 1-4165-473-63.
- The Conspiracy Trial of the Chicago Seven. University of Chicago Press (2009), ISBN 978-0-226-76074-2 (mit John Schultz)
- Clandestine America: Selected Writings on Conspiracies from the Nazi Surrender to Dallas, Watergate, and Beyond. Cambridge, Mass.: Protean Press (2020). ISBN 978-0991352050.